# Nobody Knows (canción de Pink)
«Nobody Knows» (en español: «Nadie Sabe») es el cuarto sencillo del álbum I'm Not Dead lanzado por la cantante Pink en el 2007. La canción se destaca en el álbum por ser el sencillo más vulnerable y revelador que presenta la artista. El tema central de la canción habla sobre los sentimientos de desesperación y soledad que mantienen las personas y como nadie sabe de esto. Del sencillo se puede destacar la prominente voz de la artista.

## Información
La canción fue lanzada como sencillo el 20 de noviembre de 2006 en el Reino Unido e Irlanda, y el 13 de enero de 2007 en Australia, alcanzó el top 30 en los tres países. Era el único sencillo de I'm Not Dead en no entrar en los cinco primeros puestos en las listas Australia, pero fue muy popular en la radio. Dos semanas antes de esto, «Who Knew» (el segundo sencillo de I'm Not Dead) había vuelto a entrar en la lista y «U + Ur Hand» todavía estaba en la tabla, lo que significa que tres sencillos de Pink se encontraban en lo más alto de las listas. En el Reino Unido aunque entró al top 30, no pudo entrar entre los 10 primeros lugares siendo el único sencillo de I'm Not Dead en no ingresar a este top.
«Nobody Knows» alcanzó el número diecisiete en Alemania y el número setenta y cuatro en la tabla Eurochart Hot 100 Singles. A pesar de que llegó a los cuarenta primeros de la mayoría de las listas en las que apareció, no fue tan exitoso como los sencillos del álbum anteriormente lanzados. En Canadá, la canción fue lanzada en la radio a mediados de enero, poco después del éxito de «U + Ur Hand», en Bélgica «Dear Mr. President» fue el cuarto sencillo del álbum.